# Aspidura drummondhayi
Aspidura drummondhayi är en orm som beskrevs 1904 av George Albert Boulenger. Arten ingår i släktet Aspidura och familjen snokar. Artens förekommer i Sri Lanka. Inga underarter finns listade. Honor lägger ägg.